# تیلورویل (آلاباما)
تیلورویل (به انگلیسی: Taylorville) یک منطقهٔ مسکونی در ایالات متحده آمریکا است که در شهرستان تاسکالوسا، آلاباما واقع شده‌است. تیلورویل ۸۲٫۹۱ متر بالاتر از سطح دریا واقع شده‌است.